# Ghora Anguirasa
Ghora Anguirasa (en sánscrito, ‘terrible hijo de Anguiras’) fue uno de los ocho hijos del mítico sabio Anguiras.

## Historia de su nombre
Su nombre no se menciona en el Rig-veda (el texto más antiguo de la India, de mediados del II milenio a. C.) y por lo tanto tampoco se menciona en los restantes Vedas (que en su mayor parte copian los versos del Rig-veda, reordenados o con algún ligero agregado).
Ghora Angirasa aparece recién en el Chandoguia-upanishad (siglo VI a. C.).
Allí explica que este sabio era un adorador del dios del Sol,
que le enseñó cómo realizar púrusha-iagña (sacrificios humanos) a un tal Devakiputra (‘hijo de Devaki’). A pesar de que en el Majabhárata (texto epicorreligioso del siglo III a. C.) al dios 
Krisna se lo menciona como hijo de Devaki, posiblemente se trate de dos personajes diferentes.
El Visnu-purana (siglo I a. C.) y
el Bhágavata-purana (siglo XII d. C.)
establecieron que el maestro de Krisna fue Sandipani de Avanti (por lo que este Devakiputra no sería el discípulo de Ghora Anguirasa).
Ahora bien, Sandipani también pertenecía al linaje Angiras-gotra,
y también era apodado Ghora
(‘terrible’, un apodo que podía significar ‘estricto’ o ‘disciplinador’),
por lo que ambos sabios pueden haber sido una misma persona, y el Devaki Putra del Upanishad podría ser el mismo Devaki Putra del Majabhárata.
Pero no hay evidencias que lo prueben.

Ghora Anguirasa, como había quedado libre de sed, habiéndole enseñado esto a Krisna (hijo de Devaki), dijo: «En el momento de la muerte, uno debe tomar refugio en estos tres recuerdos: “Eres imperecedero. No puedes decaer. Eres la parte más sutil de la respiración”».
Chandoguia-upanishad 3.17.6

## Nombre sánscrito y etimología
- ghorāṅgirasa, en el sistema AITS (alfabeto internacional para la transliteración del sánscrito).[8]
- घोराङ्गिरस, en escritura devanagari del sánscrito.[8]
- Pronunciación:
  - /gJoranguirasá/ en sánscrito[8] o bien
  - /gJoronguirás/ o /góra anguíras/ en varios idiomas modernos de la India (como el bengalí, el hindí, el maratí o el palí).
- Etimología: ‘el terrible hijo de Anguira’.[8]
  - ghora:
    - venerable, sublime, terrible (según el Rig-veda);
    - terrible, vehemente, violento, horrible, espantoso (según el Vayasanei-samjita, el Taittiríia-samjita y el Shatapatha-bráhmana).

  - āṅgirasá:
    - āṅgirasá que pertenece o se refiere al sabio Anguiras o a los Anguirasas (descendientes de Anguiras); según el Átharva-veda y el Vayasanei-samjita.
    - Āṅgirasá: un descendiente del sabio Anguiras ―como Brijatsaman [del Átharva-veda], Chiavana [Shatapatha-bráhmana, 4], y Aiasia [Shatapatha-bráhmana, 14]―; según el Rig-veda y el Átharva-veda.
    - Āṅgirasá: nombre que se refiere especialmente a Brijaspati; según el Rig-veda y el Átharva-veda.
    - Āṅgirasá: nombre del planeta Brijaspati (o sea, Júpiter).
    - āṅgirasa: un implemento mágico particular; según el Kaushika-sutra.
    - Aṅgirasa: un enemigo del dios Visnú en su encarnación como Parashurama.